# Валь-д'Анас
Валь-д'Анас (фр. Val d'Anast) — муніципалітет у Франції, у регіоні Бретань, департамент Іль і Вілен. Валь-д'Анас утворено 1 січня 2017 року шляхом злиття муніципалітетів Кампель i Мор-де-Бретань. Адміністративним центром муніципалітету є Мор-де-Бретань. Населення — 3932 особи (01.01.2021).